# حسن آباد سنجابي (مقاطعة دلفان)
حسن‌آباد سنجابي (بالفارسية: حسن‌آباد سنجابی) هي قرية تقع في قسم نورعلي الريفي بمقاطعة دلفان في إيران. يقدر عدد سكانها بـ 582 نسمة بحسب إحصاء 2016.